# Безкоровайний Василь Васильович
Васи́ль Васи́льович Безкорова́йний (*12 січня 1880, Тернопіль — †5 березня 1966, м. Буффало, США) — український композитор, диригент, піаніст, музичний діяч.
Батько Неонілі Безкоровайної-Стецьків.

## Життєпис
Василь Безкоровайний народився 12 січня 1880 р. в Тернополі. Навчався у Тернопільській українській гімназії та Учительській семінарії, співав у церковному хорі.
Об'єднав навколо себе друзів у гімназійний смичковий оркестр.
Згодом Василь Безкоровайний студіював у Львові — в Політехніці та Консерваторії одночасно. Його вчителями були професори С. Невядомські та М. Солтис.
Напружена праця підірвала здоров'я Василя, і він змушений зробити перерву на кілька років для лікування в Аббації на Адріатичному морі, а потім на Гуцульщині. Після повернення продовжував студії на філологічному факультеті Львівського університету. Потім протягом двох років працював в академічній гімназії і водночас у Вищому музичному інституті у Львові. Переведений у Новий Торг на Лемківщині, пробув там три роки. Згодом учителював у Станиславові, де організував хор «Боян» і диригував ним, заснував Музичну школу.
У 1912 р. В. Безкоровайний переселився до Тернополя, де став учителем української гімназії та диригентом місцевого хору «Боян». У 1919 р., коли польське військо окупувало місто, був заарештований і ув'язнений у Сталкові біля Каліша. Після повернення до Тернополя організував філію Львівського Вищого музичного інституту, а в «Бояні» — оркестр. Коли національні взаємини в Польщі загострилися, В. Безкоровайного перевели до Золочева, а там звільнили. Не маючи інших обов'язків, він зайнявся організаційною працею: заснував філію Музичного інституту, смичковий і духовий оркестр, драматичний гурток. У 1935 р. повернувся до Тернополя. Тут народилися «Думи мої» — партія тенора в супроводі оркестру, три сонати, два ноктюрни, оркестровка оперети «Наталка Полтавка», музика до п'єси «Мина Мазайло» М. Куліша. Вже тоді він видрукував 56 творів, а ще близько 30 мав у рукописах.

### Життя на еміграції
У 1944 р. виїхав разом з Львівським оперним театром (де працювала його дружина) до Австрії. На чужині звернувся до релігійних мотивів, написав твори для скрипки з фортепіано. З 1948 р. жив у Буффало (США). Керував українським хором, вчив гри на фортепіано, акомпанував на концертах, писав композиції. Високу оцінку публіки і пресових рецензентів здобула його «Українська різдвяна увертюра», яку вперше виконав симфонічний оркестр на концерті у листопаді 1956 р.
Помер Василь Безкоровайний 5 березня 1966 р.

## Творча спадщина
Василь Безкоровайний залишив багату музичну спадщину:
- неперевершену пісню на сл. Олександра Олеся «Сміються плачуть солов'ї»;
- для симфонічного оркестру — «Українська різдвяна увертюра» (1956), «Думка-шумка», «Для розради»;
- фортепіанні п'єси — «Спомини з гір» (1911), «Хризантеми» (1911–1913), «В гаю зеленім», «Пісня без слів» (обидві — 1912), «Заколисна пісня» (1919);
- для скрипки — «Українська рапсодія»;
- для цитри -«В'язанка народних пісень», «Для розради» (1911);
- танки — «Гуцулка», «Козачок», «Незабудька», «Пластунка»;
- для віолончелі з фортепіано — «Ой, Морозе, Морозенку», «Над річкою беріжком», «Ой зійди, зійди»;
- хорові — «Полуботок», «Думи мої», «Садок вишневий…» (всі — на слова Тараса Шевченка), «Гей, хто в світі кращу долю має» (слова Івана Франка);
- дитяча казка-оперета «Червона Шапочка» (1960, лібрето Л. Полтави);
- водевіль «Жабуриння» (співавторство з Володимиром Балтаровичем);
- псалми, пісні на слова українських поетів і власні;
- колядки, танці;
- обробки народних пісень;
- музика до вистав — «Тополя» Г. Лужницького за Тарасом Шевченком (1938), «Мина Мазайло» Миколи Куліша (1942).

Композиторській творчості В. Безкоровайного близький напрямок фольклоризму. Він спирався на пізні шари пісенно-танцювальної міської музики, тісно пов'язаної з традиціями й жанрами побутового музикування, зокрема близької до його салонних зразків. Автор понад 350 різножанрових творів (багато видав власним коштом у Львові в 1920-30-х рр.), що виконувалися в Австралії, Канаді, США, до початку 1940-х і з 1997 в Україні, в тому числі на «Київ Музик Фесті» (2001, Київ), Міжнародний фестиваль «Синій птах» (2004, Сімферополь).